# Gallirallus sylvestris
Gallirallus sylvestris là một loài chim trong họ Rallidae.

## Hình ảnh

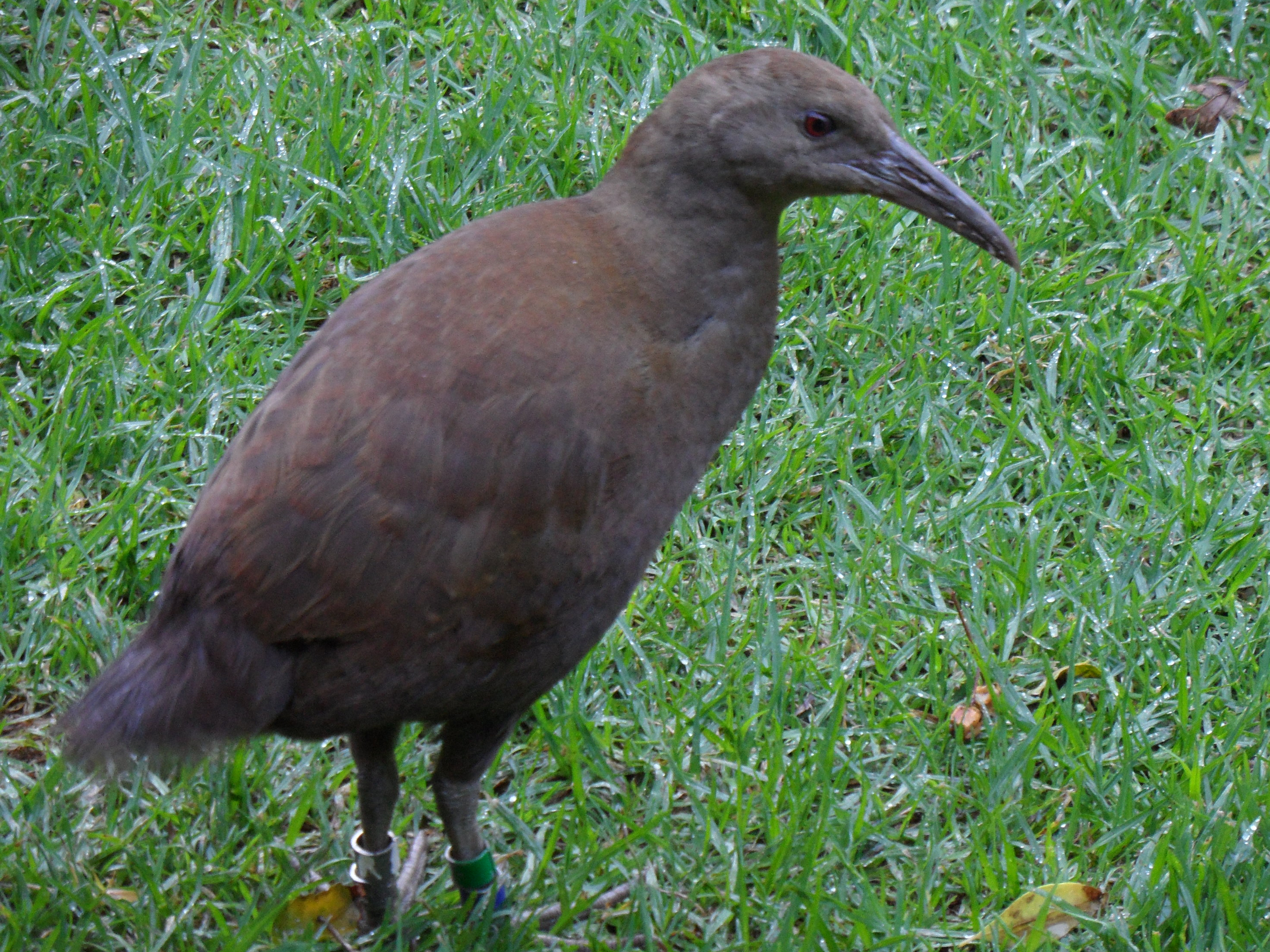
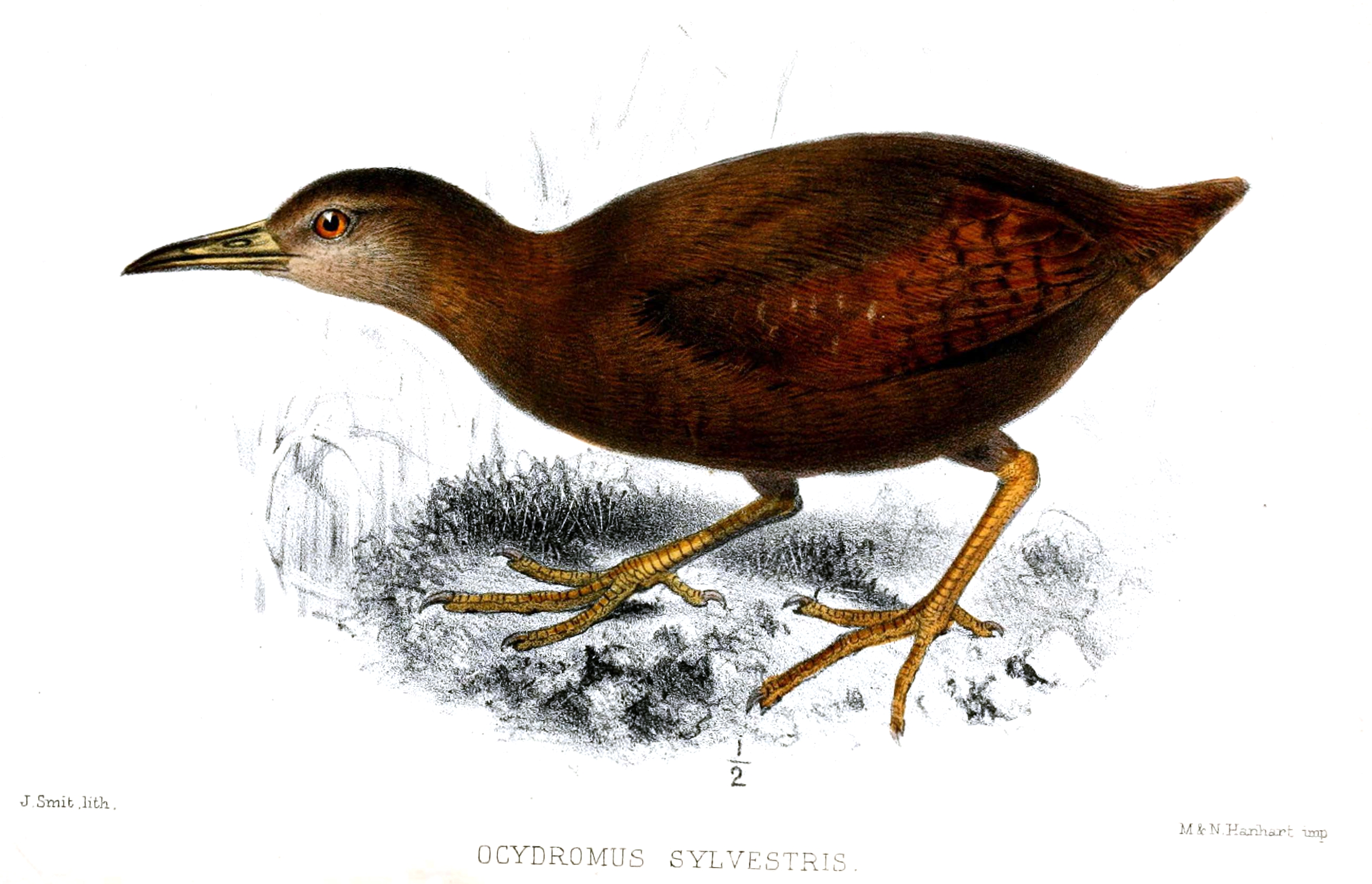
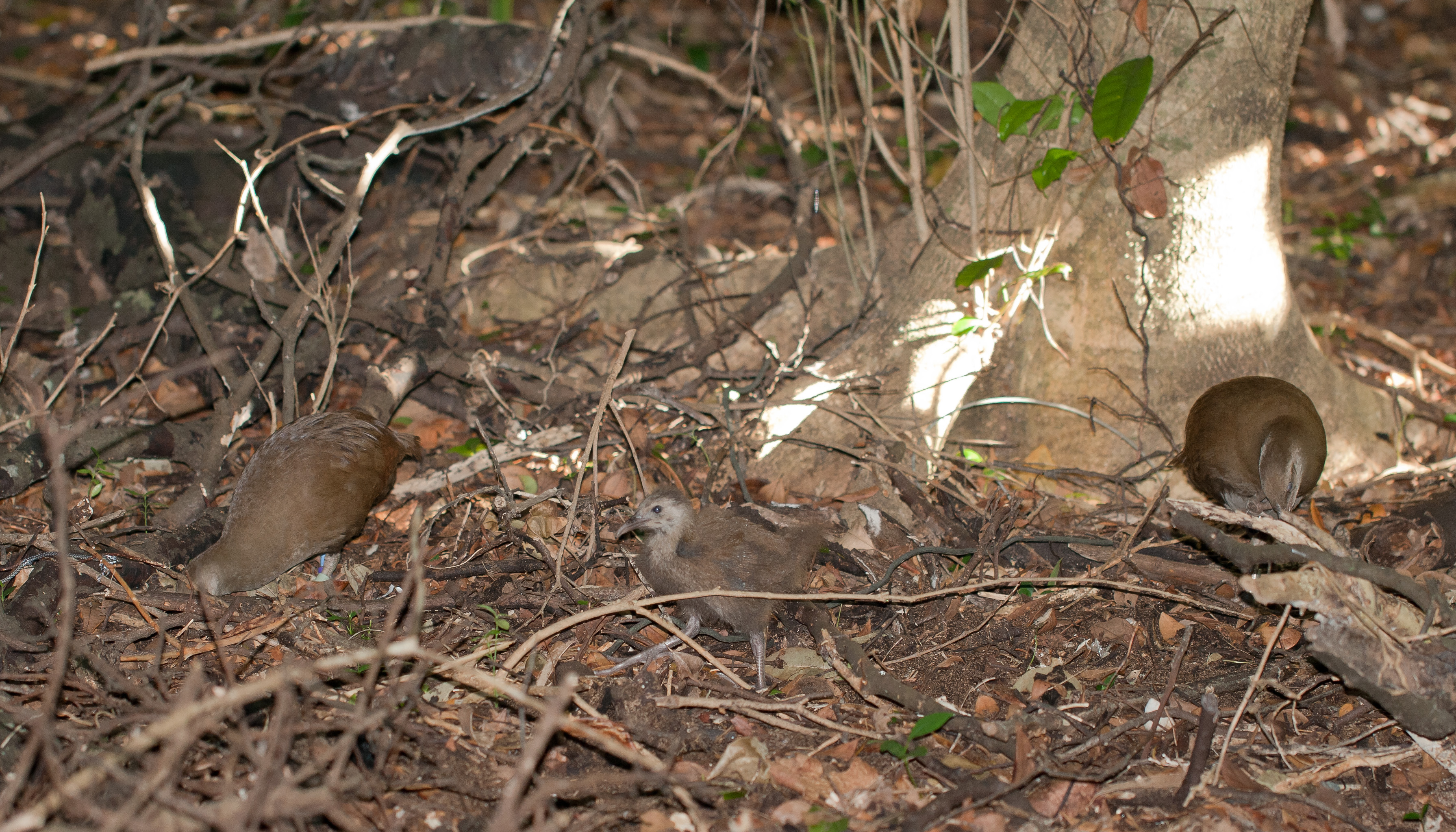
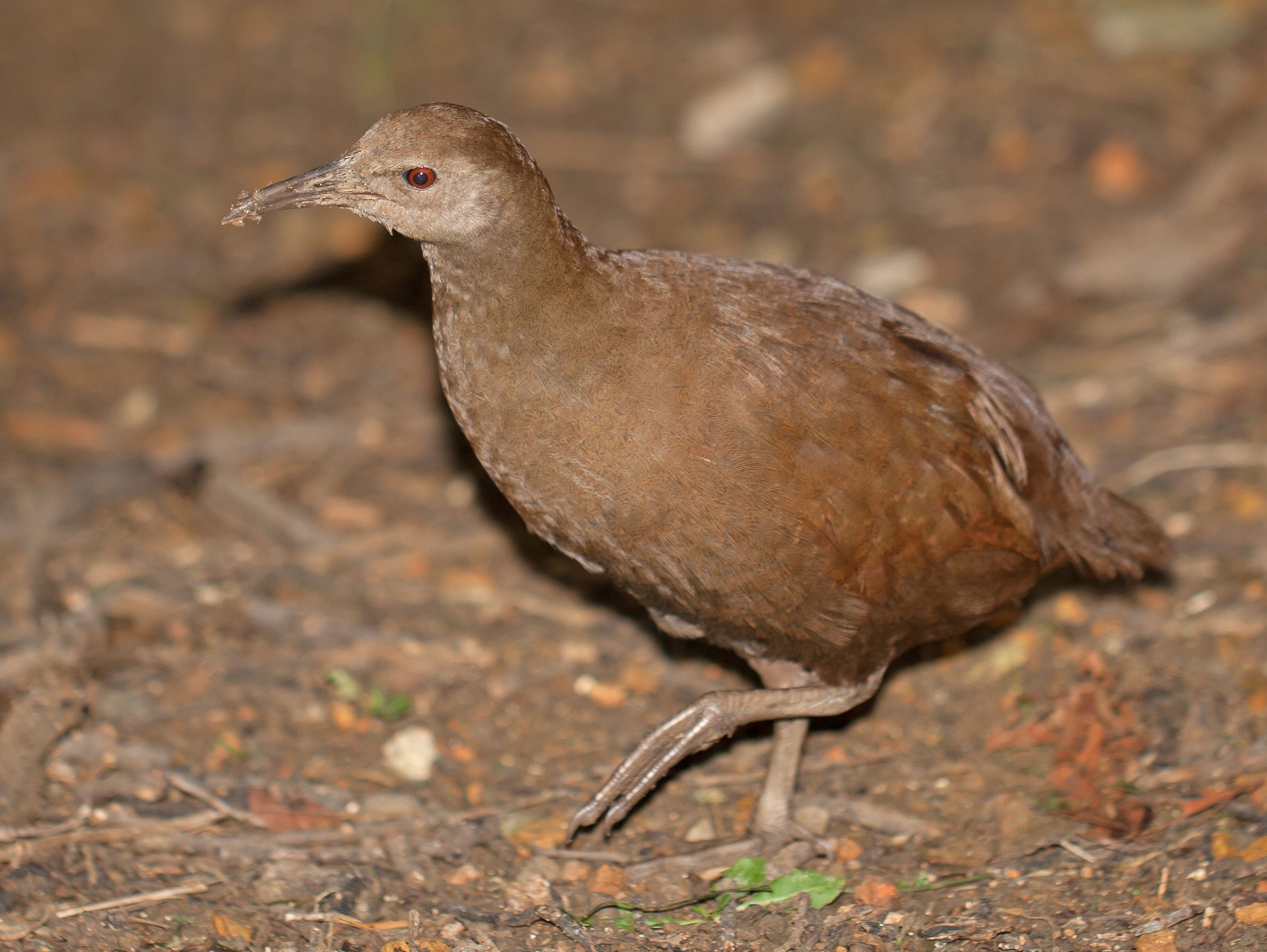